# كيفن أرمسترونغ
كيفن أرمسترونغ (بالإنجليزية: Kevin Armstrong)‏ هو عازف قيثارة بريطاني، ولد في 2 فبراير 1958.

## وصلات خارجية
- كيفن أرمسترونغ على موقع ميوزك برينز (الإنجليزية)
- كيفن أرمسترونغ على موقع أول ميوزيك (الإنجليزية)
- كيفن أرمسترونغ على موقع ديسكوغز (الإنجليزية)